# Game Pak

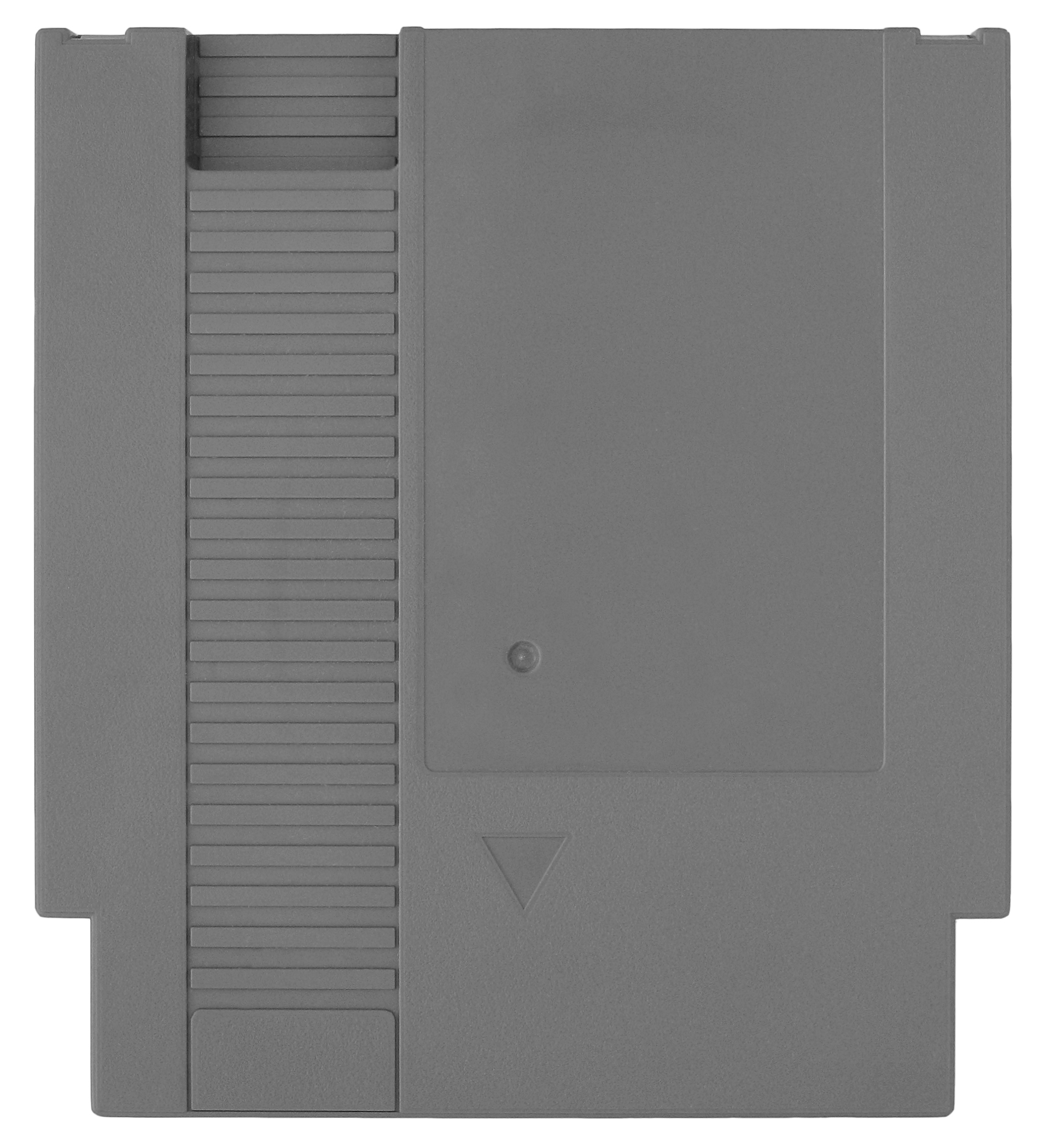
Game Pak per Nintendo Entertainment System

Game Pak (in italiano chiamate cassetta di gioco) è il nome utilizzato da Nintendo per riferirsi alle cartucce delle console Nintendo Entertainment System, Super Nintendo Entertainment System, Nintendo 64, Game Boy e Game Boy Advance.

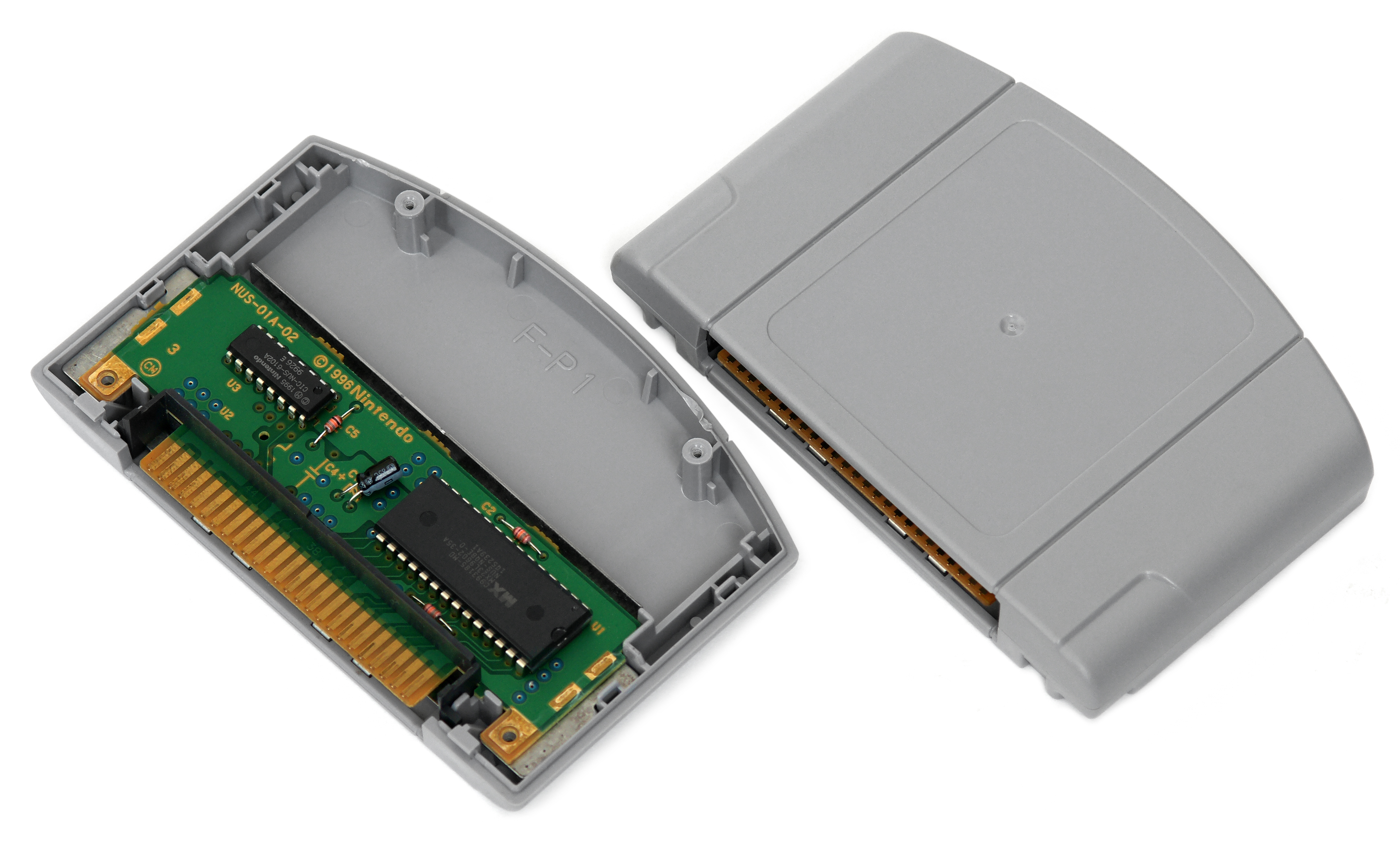
Game Pak per Nintendo 64

Introdotte nel 1985, le cartucce per NES si differenziano da quelle prodotte per il Famicom per il numero di pin (72 contro 60). Oltre ad essere utilizzate nel successore SNES e nelle console portatili, le cartucce sono state adottate anche per il Nintendo 64 a causa dell'eccessiva lentezza dei caricamenti e della debolezza dei CD-ROM. Tuttavia la dimensione delle cartucce era inferiore ai dischi delle console PlayStation e Sega Saturn.